# トム・ジョーンズ (小説家)
トム・ジョーンズ（Thom Jones, 1945年1月26日 - 2016年10月14日）は、アメリカの小説家。
イリノイ州オーロラ生まれ。アマチュア・ボクサーとして活動後、海兵隊に入隊する。持病のてんかんのために除隊後、ワシントン大学を経てアイオワ大学創作科を卒業する。その後、コピーライター、用務員を経て小説家となる。
『ニューヨーカー』への持ち込み原稿の中から短編小説「拳闘士の休息」が編集者の目にとまり、作家デビューする。同作は1993年のオー・ヘンリー賞を受賞し、同作を表題作とした初の短編集『拳闘士の休息』は全米図書賞にノミネートされた。短編小説のみを執筆し、長編は執筆しなかった。
2016年10月14日死去。

## 著書
短編集
- 『拳闘士の休息』（The Pugilist at Rest 1993年、岸本佐知子訳 新潮社 1996年、河出文庫 2009年）
  - 拳闘士の休息
  - ブレーク・オン・スルー
  - 黒い光
  - ワイプアウト
  - 蚊
  - アンチェイン・マイ・ハート
  - “七月六日以降、当方自らの債務以外、一切責任負いません”
  - シルエット
  - わたしは生きたい!
  - 白い馬
  - ロケット・マン
- 『コールド・スナップ』（Cold Snap 1995年、舞城王太郎訳 2014年 河出書房新社）
  - コールド・スナップ
  - スーパーマン、我が息子
  - ジャングルの奥のとても深い場所
  - 流砂
  - ピックポケット
  - ウウ～ベイビーベイビー
  - ロケットファイア・レッド
  - 私を愛する男が欲しい
  - ポットシャック
  - ダイナマイトハンズ
- （Sonny Liston Was a Friend of Mine　1999年）

その他の日本語訳作品
- 短編小説
  - スリ（柴田元幸訳『いずれは死ぬ身』 2009年 河出書房新社 収録）
- エッセイ
  - 私は……天才だぜ!（村上春樹訳『月曜日は最悪だとみんなは言うけれど』 2000年 中央公論新社 収録）